# Simone Inzaghi
Simone Inzaghi (født 5. april 1976) er en Italiensk fodboldtræner, og tidligere fodboldspiller, som er træner for Saudi Pro League-klubben Al-Hilal.

## Klubkarriere
Inzaghi begyndte sin karriere hos lokalklubben Piacenza. Det lykkedes dog ikke for ham, at slå igennem på førsteholdet, og han tilbragte de første år af sin karriere på en række lejeaftaler i de lavere italienske rækker. Det var først i 1998-99 sæsonen, at Inzaghi fik chancen hos Piacenza i Serie A, og han imponerede i sæsonen da han scorede 15 mål.
Inzaghis gennembrudssæson resulterede i et skifte til Lazio i 1999, og han var i sin debutsæson med til at Lazio vandt både Serie A og Coppa Italia. Det lykkedes ikke at gentage denne succes over de næste sæsoner, hvor at Inzaghi så sin spilletid begrænset. Han endte dog alligevel med at tilbringe 11 år med klubben, hvilke inkluderede lejeaftaler til Sampdoria og Atalanta, før han i 2010 annoncerede, at han stoppede spillerkarrieren.

## Landsholdskarriere
Inzaghi debuterede for Italiens landshold den 29. marts 2000.

## Trænerkarriere

### Lazio
Inzaghi begyndte sin trænerkarriere som ungdomstræner hos Lazio. Han blev i april 2016 gjort til midlertidig førsteholdstræner, efter Stefano Pioli blev fyret. Forud for 2016-17 sæsonen havde Lazio hyret Marcelo Bielsa som deres nye træner, men bare to dage efter han havde taget jobbet, så fortrød Bielsa, og han forlod klubben. Inzaghi overtog som resultat rollen som cheftræner på fast basis.
Inzaghi ledte i 2018-19 sæsonen klubben til at vinde Coppa Italia, hans første trofæ som træner.

### Inter Milan
Inzaghi blev i juni 2021 hyret af Inter Milan. Han ledte Inter til UEFA Champions League finalen i 2023, men tabte her til Manchester City.
Efter at have sluttet på henholdsvis anden- og tredjepladsen i sine to første sæsoner med klubben, så lykkedes det Inter at vinde mesterskabet i 2023-24 sæsonen, hvilke var klubbens 20. Serie A mesterskab i deres historie.
Han ledte igen Inter til UEFA Champions League finalen i 2025, hvor de denne gang mødte Paris Saint-Germain. De tabte dog her 5-0, hvilke er det største nederlag i en Champions League finale nogensinde. Få dage efter denne kamp, så forlod Inzaghi klubben efter de var blevet enige om, at ophæve hans kontrakt.

### Al-Hilal
En dag efter han havde forladt Inter, blev Inzaghi officielt ansat af saudiarabiske Al-Hilal.

## Privat
Inzaghis storebror, Filippo Inzaghi, er også fodboldtræner og tidligere spiller.